# Pleurothallis revoluta
Pleurothallis revoluta är en orkidéart som först beskrevs av Hipólito Ruiz López och Pav., och fick sitt nu gällande namn av Leslie Andrew Garay. Pleurothallis revoluta ingår i släktet Pleurothallis och familjen orkidéer. Inga underarter finns listade i Catalogue of Life.